# Albert Cushing Read
Albert Cushing "Putty" Read ComTE (Lyme, New Hampshire, 29 de março de 1887 – Flórida, 10 de outubro de 1967) foi um pioneiro da aviação e contra-almirante da Marinha dos Estados Unidos. Celebrizou-se ao conseguir realizar o primeiro voo transatlântico.

## Biografia
Albert C. Read nasceu em Lyme, New Hampshire numa família pertencente aos Boston Brahmin, o grupo de influentes famílias que se reclamam descendentes directos dos fundadores da cidade de Boston. Formou-se na U.S. Naval Academy, em Annapolis, terminando o seu curso no ano de 1907. Em 1915, foi nomeado aviador naval, recebendo o brevê n.º 24.
Com o posto de capitão-tenente, entre 8 e 31 de maio de 1919 Read comandou uma tripulação de 5 militares a bordo do hidroavião NC-4, numa viagem que faria daquele aparelho o primeiro avião a atravessar pelos seus próprios meios o Oceano Atlântico, 8 anos antes do voo sem paragens de Charles Lindbergh. O voo comandado por Read partiu de Rockaway Beach, Long Island e demorou 23 dias - e 6 amaragens - até chegar a Plymouth, na Inglaterra, na costa europeia do oceano Atlântico.

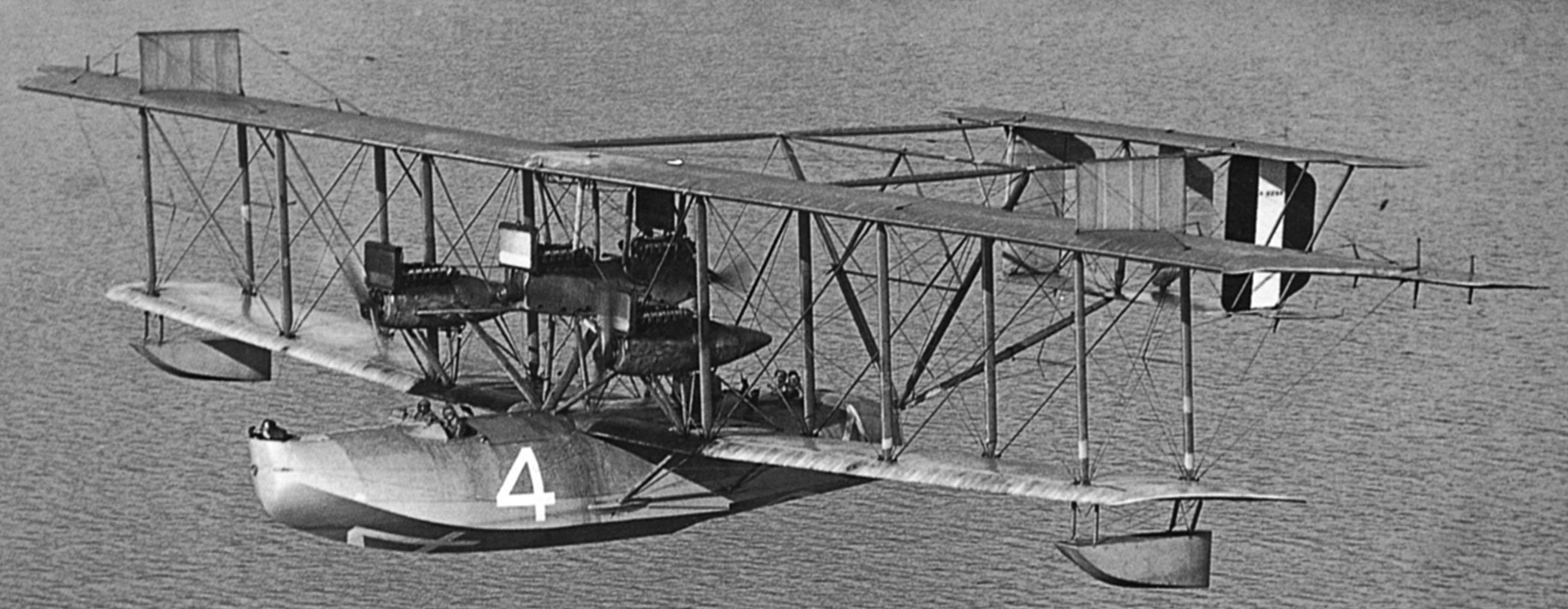
O hidroavião Curtiss NC-4.

Depois do seu regresso aos Estados Unidos, após o histórico voo de 1919, Read afirmou:
Em breve será possível voar um avião à volta do Mundo a uma altitude de 60 000 pés a 1 000 milhas por hora.
No dia seguinte, o The New York Times publicou um editorial em que afirmava: 
Uma coisa é ser uma aviador qualificado, outra bem diferente é ser profeta. Nada do que é hoje conhecido suporta a previsão do Comandante. Um avião a 60 000 pés de altitude estaria a girar as suas hélices num vácuo e nenhum aviador poderia viver por muito tempo no frio enregelante do espaço interestelar
.
A 3 de Junho de 1919, foi feito Comendador da Ordem Militar da Torre e Espada, do Valor, Lealdade e Mérito de Portugal.
Read foi instrutor de voo, formando pilotos navais durante a Segunda Guerra Mundial. Recebeu a alcunha de "Putty Read" porque raramente mostrava qualquer expressão de emoção.
Aposentado, faleceu na Florida em outubro de 1967, tendo sido sepultado no Arlington National Cemetery.